# Saujon
Saujon es un municipio francés, ubicado en el departamento de Charente-Maritime en la región de Nueva Aquitania. 
Sus habitantes son llamados Saujonnaises (castellanizado como sajuneses). 
Perteneciente a la antigua baronía del Cardenal Richelieu, hoy en día tiene la fama de organizar ferias mensuales, para celebrar el bicentenario. La ciudad espera que el comercio, con el área de actividad que muchas empresas, tiendas y un centro comercial recientemente ampliado, también es un renombrado balneario desde fines del siglo XIX.

## Demografía
| 3 428 | 3 801 | 4 426 | 4 777 | 4 891 | 3 392 |
| Para los censos de 1962 a 1999 la población legal corresponde a la población sin duplicidades (Fuente: INSEE [Consultar]) |       |       |       |       |       |